# Église Saint-Jean-Baptiste de Roubaix
Pour les articles homonymes, voir Église Saint-Jean-Baptiste.
L'église Saint-Jean-Baptiste est une église catholique située à Roubaix en France, classée en totalité Monument historique par arrêté du 6 juin 2014.
L'église fait partie de la paroisse de la Trinité qui comprend les églises Saint-Michel à Roubaix et Saint-Paul à Hem.

## Localisation
L'église est située dans le département français du Nord, sur la commune de Roubaix dans le quartier de la Potennerie à la lisière de secteurs cossus s’étendant autour du parc Barbieux et de quartiers populaires déshérités. 

## Historique
La construction de l'église fut décidée au cours des années 1880, époque de développement industriel et de très forte croissance démographique de Roubaix, au sud du centre ancien et de quartiers industriels, dans une zone de 4 000 habitants encore semi-campagnarde en voie d'urbanisation qui n'était desservie que par l'église Saint-Martin assez éloignée. Le secteur faisait l'objet de projets d'urbanisme notamment l'aménagement des boulevards de ceintures (actuel boulevard de Lyon à proximité). L'église fut construite de 1887 à 1890 au hameau de Raverdy sur un terrain offert par un brasseur, Guillaume Lefebvre, sur les plans de l'architecte Auguste Dupire qui est également celui du temple protestant de Roubaix, de la salle des fêtes Watremez et de plusieurs autres édifices de la ville.
L'église a été restaurée à partir de 1995.

## Disposition

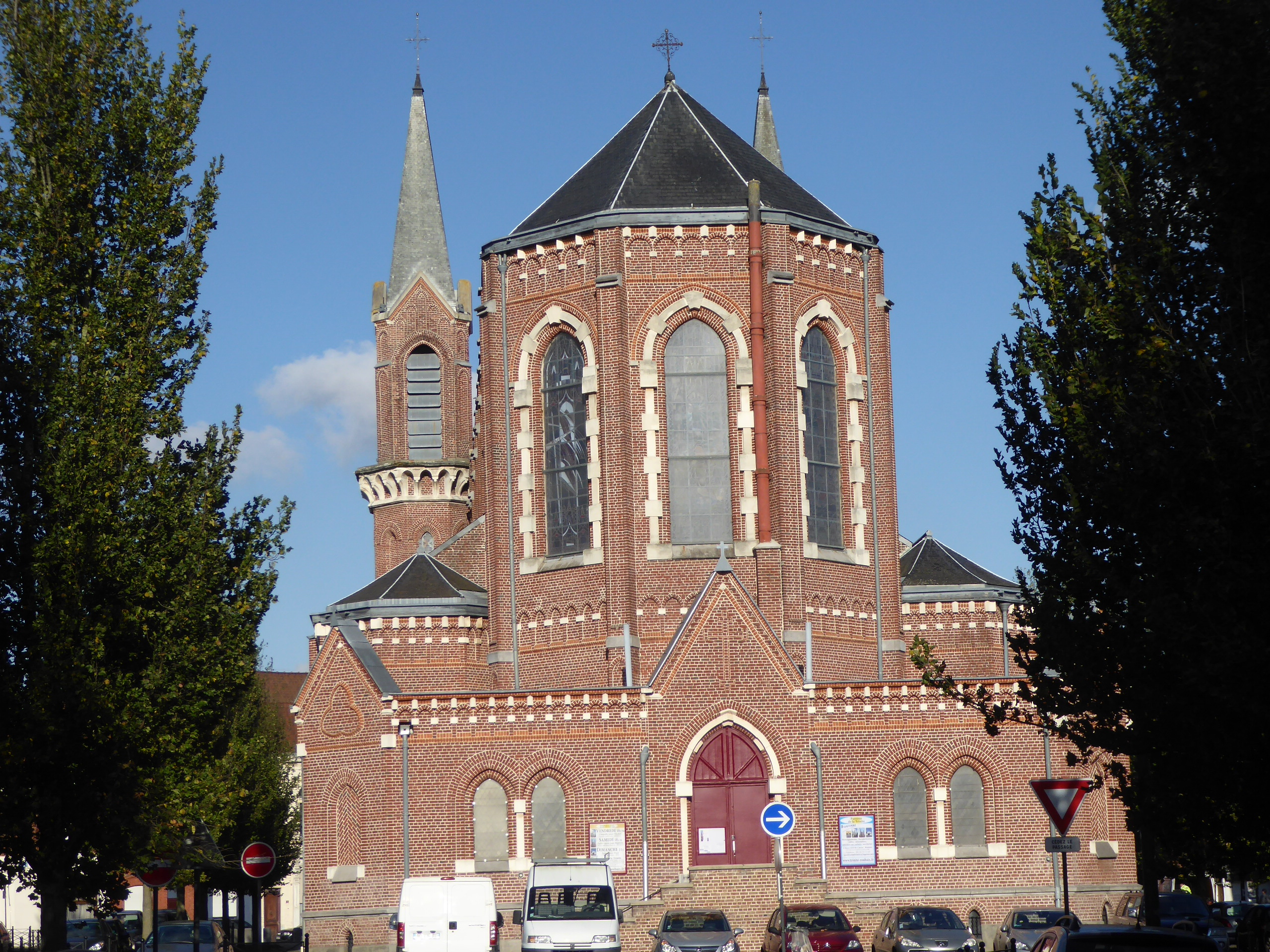
Chevet de l'église St-Jean-Baptiste de Roubaix.

L'église est orientée vers le Nord dans l'axe du solstice d'été (dans les évangiles saint Jean-Baptiste dont la nativité est fêtée le 24 juin s'efface devant Jésus, la lumière des nations).
Son style s'inspire des cathédrales gothiques et de l'architecture industrielle (tours de façade faisant référence à certaines cheminées d'usines d'aspect médiéval construites à cette époque).  
L'architecture et le décor de l'église comporteraient des symboles ésotériques.

## Intérieur
L'église contient deux tableaux de 1715 de l'école espagnole, des stalles en chêne avec des sculptures représentant les quatre évangélistes, une statuaire importante comprenant une reproduction d'une statue de la Vierge de Châteauponsac, sept vitraux représentant la vie de saint Jean-Baptiste et des quatre évangélistes, et des orgues du facteur Aristide Cavaillé-Coll classées Monument historique, inaugurées par Charles-Marie Widor.